# Siniphanerotomella fanjingshana
Siniphanerotomella fanjingshana är en stekelart som beskrevs av He, Chen och Van Achterberg 1994. Siniphanerotomella fanjingshana ingår i släktet Siniphanerotomella och familjen bracksteklar. Inga underarter finns listade i Catalogue of Life.